# Baconia slipinskii
Baconia slipinskii  – gatunek chrząszcza z rodziny gnilikowatych opisany przez polskiego entomologa Miłosza Mazura w 1981. Nazwa gatunkowa została nadana na cześć polskiego entomologa Stanisława Ślipińskiego.